# 沖縄県公文書館
沖縄県公文書館（おきなわけんこうぶんしょかん）は、1995年に開館した沖縄県が設置する公文書館である。
沖縄県の公文書だけでなく、琉球政府や琉球列島米国民政府の文書も扱っており、戦後の沖縄を知る上で貴重な存在である。2007年4月に指定管理者制度を導入し、財団法人沖縄県文化振興会が指定管理者になった。

## 沿革
- 1879年3月 - 沖縄県発足。
- 1972年5月15日 - 沖縄県が本土復帰。琉球政府文書を総務部文書学事課が管理する。
- 1981年4月1日 - 沖縄県史料編集所に琉球政府文書の管理を移管する。
- 1986年4月1日 - 沖縄県史料編集所が廃止され、沖縄県立図書館に史料編集室を設置し、琉球政府文書の管理を行う。
- 1990年12月10日 - 歴史学者でもある大田昌秀が知事として就任。
- 1991年12月9日 - 沖縄県公文書館設置検討委員会が設置され、検討が始まる。
- 1995年
  - 3月31日 - 沖縄県公文書館の設置及び管理に関する条例（平成7年条例第6号）が公布される。
  - 4月1日 - 沖縄県公文書館を設置。
  - 5月15日 - 琉球政府文書の管理を沖縄県公文書館に移管。
  - 8月1日 - 沖縄県公文書館が開館。
- 1998年
  - 7月1日 - ホームページを開設。
  - 10月14日 - 公共建築百選に選定。
- 2007年 4月1日 - 指定管理者制度を導入。

## 所蔵資料
- 復帰後の沖縄県文書
- 戦前の沖縄県文書
- 琉球政府文書
- 行政刊行物
- アメリカ統治時代の資料
- 琉球王国時代の資料
- その他

## 利用情報
- 開館時間：午前9時00分-午後5時00分
- 休館日：毎週月曜日、祝日、慰霊の日、年末年始

## 路線バス
路線バス
- 新川営業所バス停下車、徒歩5分。
  - 1番・首里牧志線　（那覇バス）
  - 2番・識名開南線　（那覇バス）
  - 3番・松川新都心線　（那覇バス）
  - 4番・新川おもろまち線　（那覇バス）
  - 5番・識名牧志線　（那覇バス）
  - 12番・国場線　（那覇バス）
  - 14番・牧志開南循環線　（那覇バス）
  - 15番・寒川線　（那覇バス）
  - 16番・新川首里駅線　（那覇バス）
  - 19番・首里駅循環線　（那覇バス）